# 蛋白二聚体

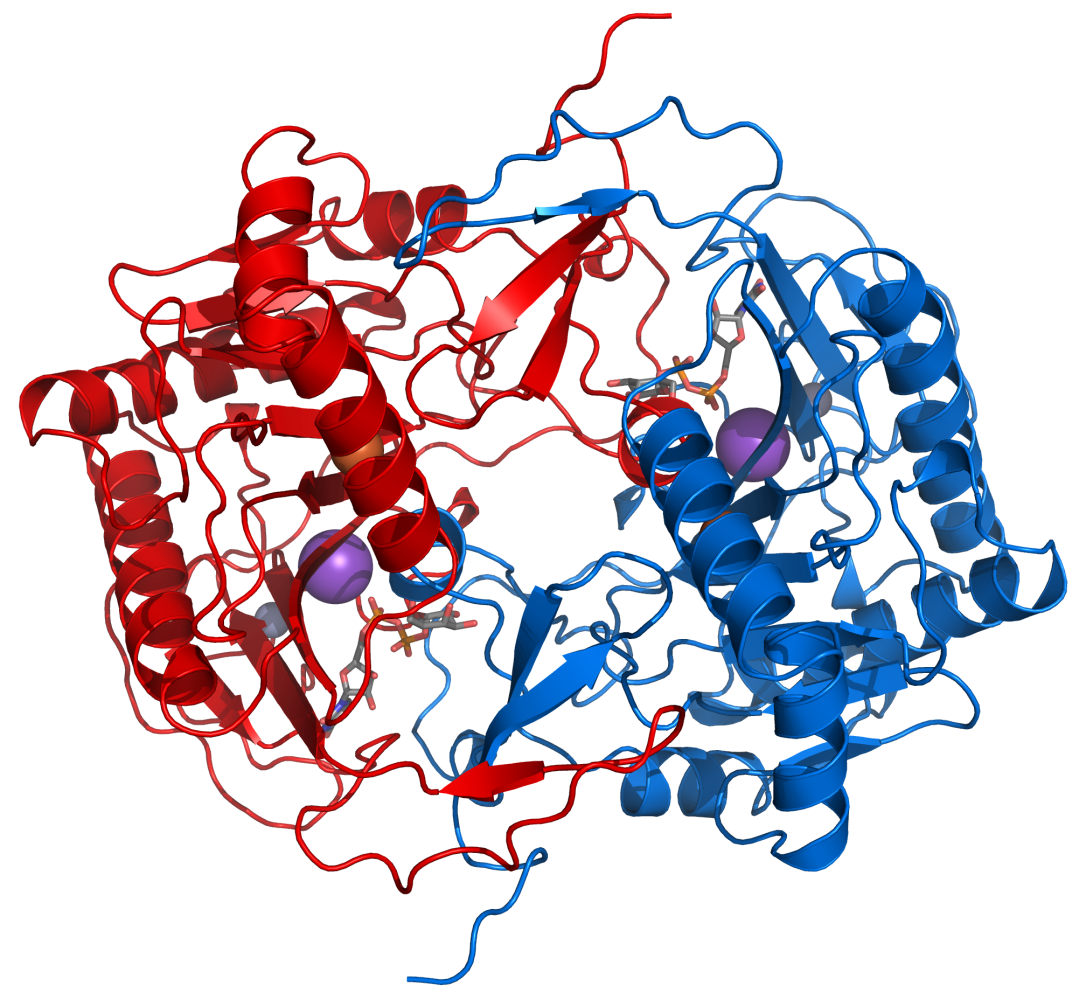
大肠杆菌的半乳糖-1-磷酸尿苷酰基转移酶（GALT）二聚体和UDP-半乳糖形成的复合物。

在生物化學中，二聚體（dimer）為由兩個分子組合而成的高分子配合物，常以非共價鍵鍵結。像是蛋白質或是核酸皆為高分子。蛋白二聚體（protein dimer）则是由两个蛋白质单体形成的大分子复合物或多聚体，通常为非共价结合；蛋白二聚体属一種蛋白質四級結構。
同源二聚體（homodimer）或同二聚体，可由兩個相同的分子組合而成（此過程稱為同源二聚作用 homodimerization）；異源二聚體（heterodimer）或异二聚体，則是由兩種不同的高分子所形成（稱為異源二聚作用 heterodimerization）。蛋白二聚體依此可分為：蛋白同源二聚体、蛋白异源二聚体。
生物化學中的大部分蛋白二聚體並不是用共價鍵相連結的。例如: 反轉錄酶為一種非共價鍵連接的異源二聚體酵素，是由兩種不同的胺基酸鏈連結的。另一個例外為雙聚體蛋白NEMO，由雙硫鍵連結的二聚體。有些蛋白會包含特殊的區域，確保二聚作用（二聚區域）的形成。

## 例子
常见的二聚体有：
- 受体酪氨酸激酶
- 一些转录因子，包括：
  - 带有亮氨酸拉链基序的蛋白
  - 一些核受体
- 14-3-3蛋白（英语：14-3-3 protein）
- G蛋白偶联受体
- G蛋白 βγ亚基二聚体
- 驱动蛋白
- 磷酸丙糖异构酶（TIM）
- 醇脫氫酶
- Factor XI（英语：Factor XI）
- Factor XIII（英语：Factor XIII）
- Toll样受体
- 纤维蛋白原
- Variable surface glycoprotein（英语：Variable surface glycoprotein）s of the Trypanosoma parasite